# Singhala hindu
Singhala hindu är en skalbaggsart som beskrevs av Heller 1891. Singhala hindu ingår i släktet Singhala och familjen Rutelidae. Inga underarter finns listade i Catalogue of Life.